# Beuzeville-la-Bastille
Beuzeville-la-Bastille ist eine französische Gemeinde mit 147 Einwohnern (Stand 1. Januar 2022) im Département Manche in der Region Normandie. Beuzeville-la-Bastille liegt auf der Halbinsel Cotentin am Ufer des Flusses Douve. Die Umgebung von Beuzeville-la-Bastille wird landwirtschaftlich genutzt.

## Bevölkerungsentwicklung
| Jahr      | 1962 | 1968 | 1975 | 1982 | 1990 | 1999 | 2011 | 2018 |
| Einwohner | 206  | 243  | 225  | 166  | 166  | 161  | 152  | 144  |

## Sehenswürdigkeiten

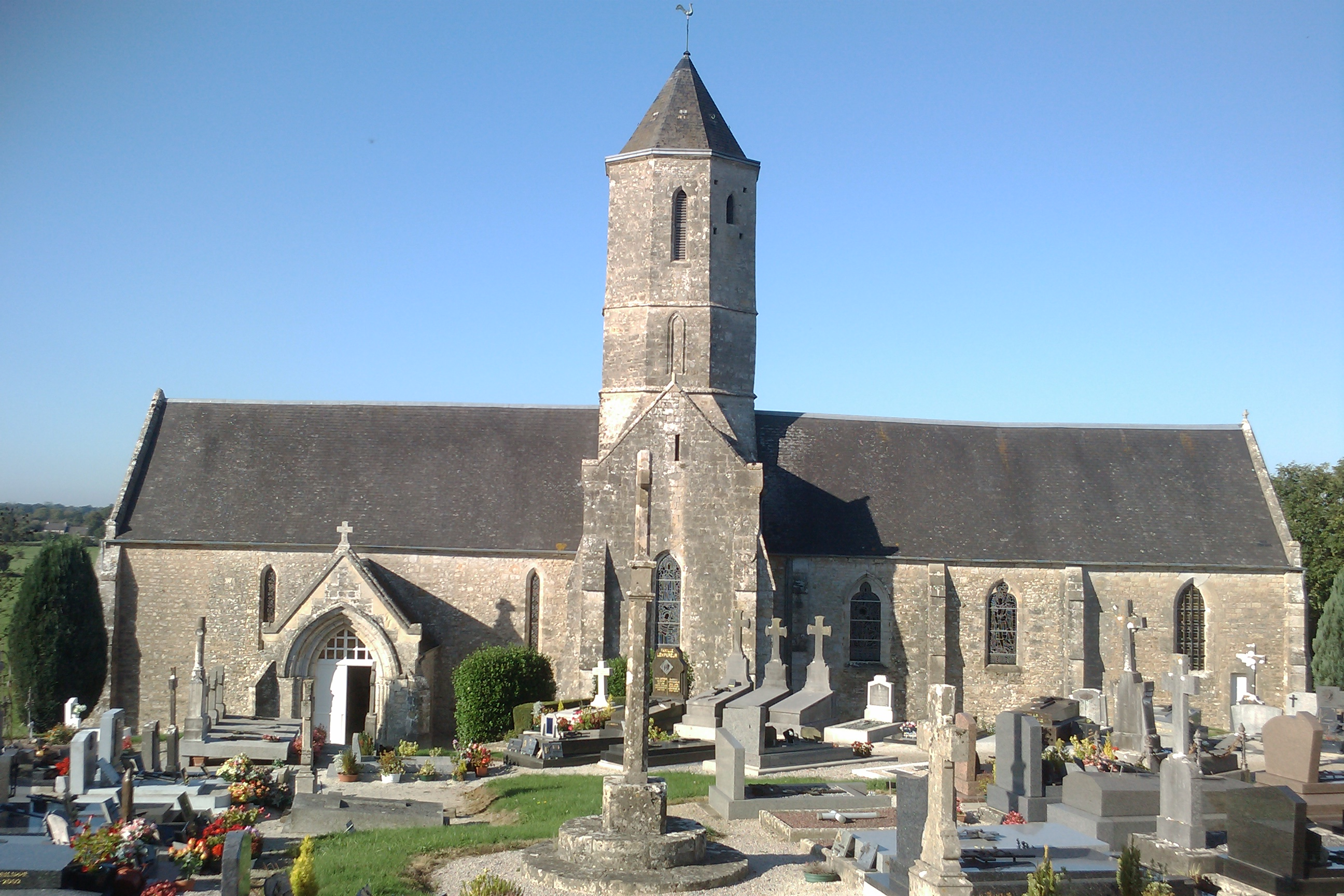
Kirche Saint-Vincent und Friedhof

- Château de Plain-Marais (Schloss), Monument historique
- Kirche Saint-Vincent